# Čepićko polje
Čepićko polje – polje w Chorwacji, położone na terenie Istrii.

## Opis
Jest położone w południowo-wschodniej części półwyspu Istria, u podnóża góry Učka. Zajmuje powierzchnię 7 km². Wpada do niego rzeka Boljunšćica, a wypływa z niego rzeka Raša. Wysokość bezwzględna waha się w przedziale 24–40 m n.p.m., teren opada z północy na południe.
Niegdyś stanowiło dno płytkiego jeziora (głębokość 1–2,5 m). Teren odwodniono w 1932 roku poprzez budowę tunelu wodnego o długości 4250 m, który skierował jego wody do Morza Adriatyckiego w pobliżu Plomina. W 1970 roku wzniesiono tamę na Boljunšćicy. Wybudowano także kanały melioracyjne. Osuszony teren przekształcono w grunty orne.